# Комсомольский сквер (Ростов-на-Дону)
Комсомольский сквер — зелёный массив, который располагается в Октябрьском районе города Ростова-на-Дону в России.

## Описание
Территорию Комсомольского сквера можно поделить на западный и восточный сектор. Ремонтные работы в западной части сквера велись на протяжении 2013 года. Предполагалось провести работы по восстановлению тротуарной плитки в тех местах, где в этом была необходимость, сделать ремонт скамеек и восстановить поврежденные элементы. Также в плане ремонтных работ предусматривалась замена поврежденных элементов детского игрового комплекса «Кораблик».
В 2012 году фонтан в Комсомольском сквере оказался на балансе МКУ «Управление благоустройства и лесного хозяйства города Ростова-на-Дону». Работы по восстановлению его деятельности должны были быть завершены до конца августа 2013 года. В восточной части Комсомольского сквера была запланирована высадка лип, кленов и других саженцев. Здание автосалона, размещенное на территории сквера, занял детский центр. На протяжении 2013 года должна была быть проведена реконструкция газонов в восточной части сквера.
В 2015 году в Комсомольском сквере Ростова-на-Дону появилась бесплатная зона Wi-Fi.
В 2017 году на территории Комсомольского сквера была организована высадка деревьев во время проведения общегородского субботника.